# Fanny Churberg
Fanny Churberg (née le 12 décembre 1845 à Vaasa – morte le 10 mai 1892 à Helsinki) est une peintre finlandaise.

## Biographie
Née en Finlande, Fanny Churberg suit à Helsinki, de 1865 à 1867, des cours privés, notamment ceux de Alexandra Frosterius et Berndt Lindholm. Elle séjourne ensuite à Düsseldorf puis à Paris où elle a pour maître Wilhelm von Gegerfelt. Malgré l'obtention en 1879 d'un premier prix de la Société des Beaux-Arts en Finlande, elle cesse de peindre en 1880. Elle exerce ensuite comme critique d'art et se consacre à la promotion des femmes dans les métiers manuels. Elle meurt en 1892.

## Style
Fanny Churberg s'inspire de démarches de peintres pré-impressionnistes, comme Gustave Courbet, qui interrogent l'art pictural à travers des sujets à l'écart des conventions de l'époque, et n'hésitent pas à utiliser leur fougue dans l'exécution de leurs tableaux.
Son œuvre ne connaît une vraie reconnaissance qu'au XXe siècle, certains critiques lui conférant un style parfois proche de l'expressionnisme.

## Collections publiques
Plusieurs de ses œuvres font partie de la collection de l'Ateneum d'Helsinki.

## Expositions
- Rétrospective à la galerie Gösta Stenman, Helsinki (1919),
- Rétrospective au Musée des Beaux-Arts Amos Anderson, Helsinki (2012-2013).

## Galerie

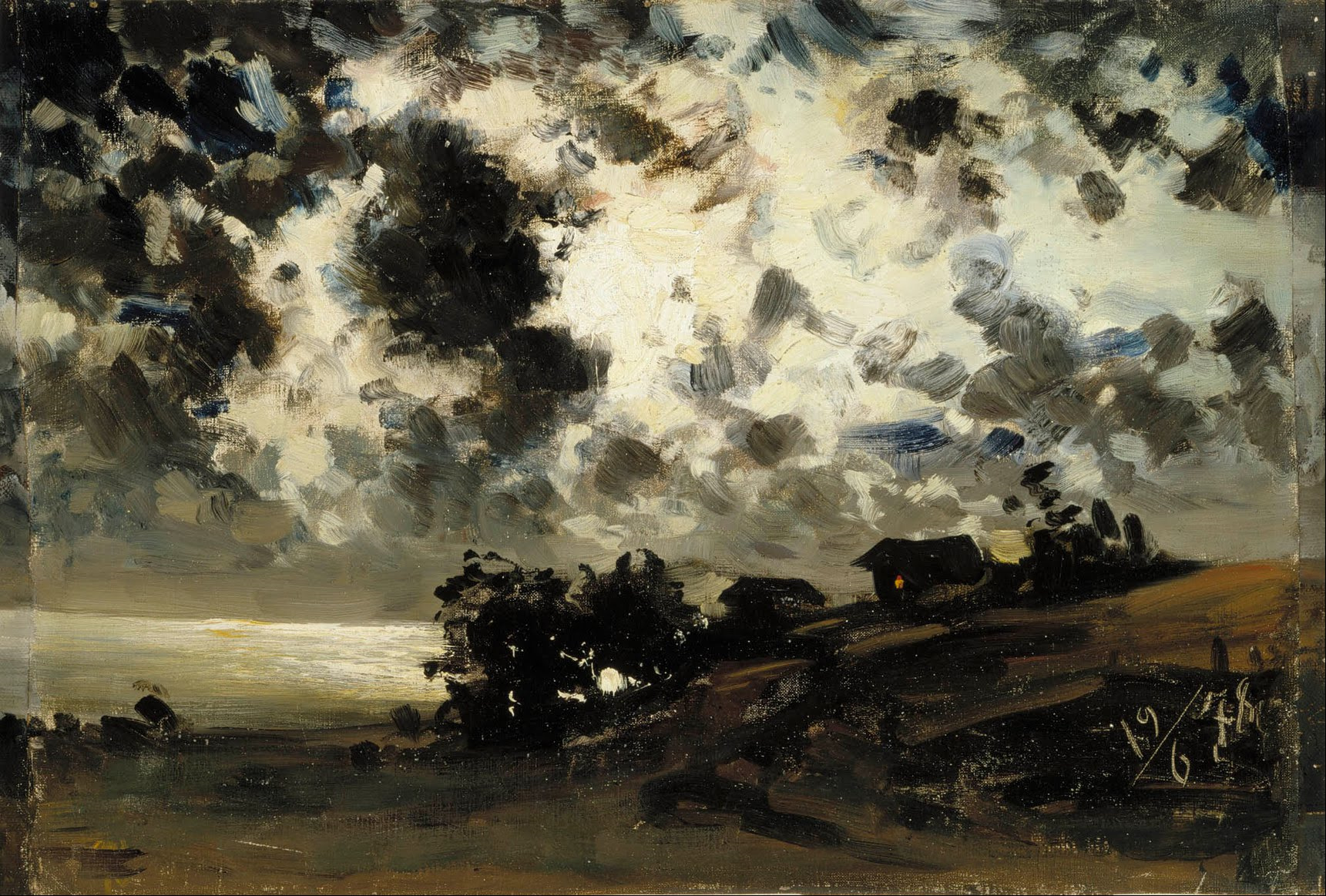
Clair de lune, 1878, huile sur toile, Ateneum Helsinki
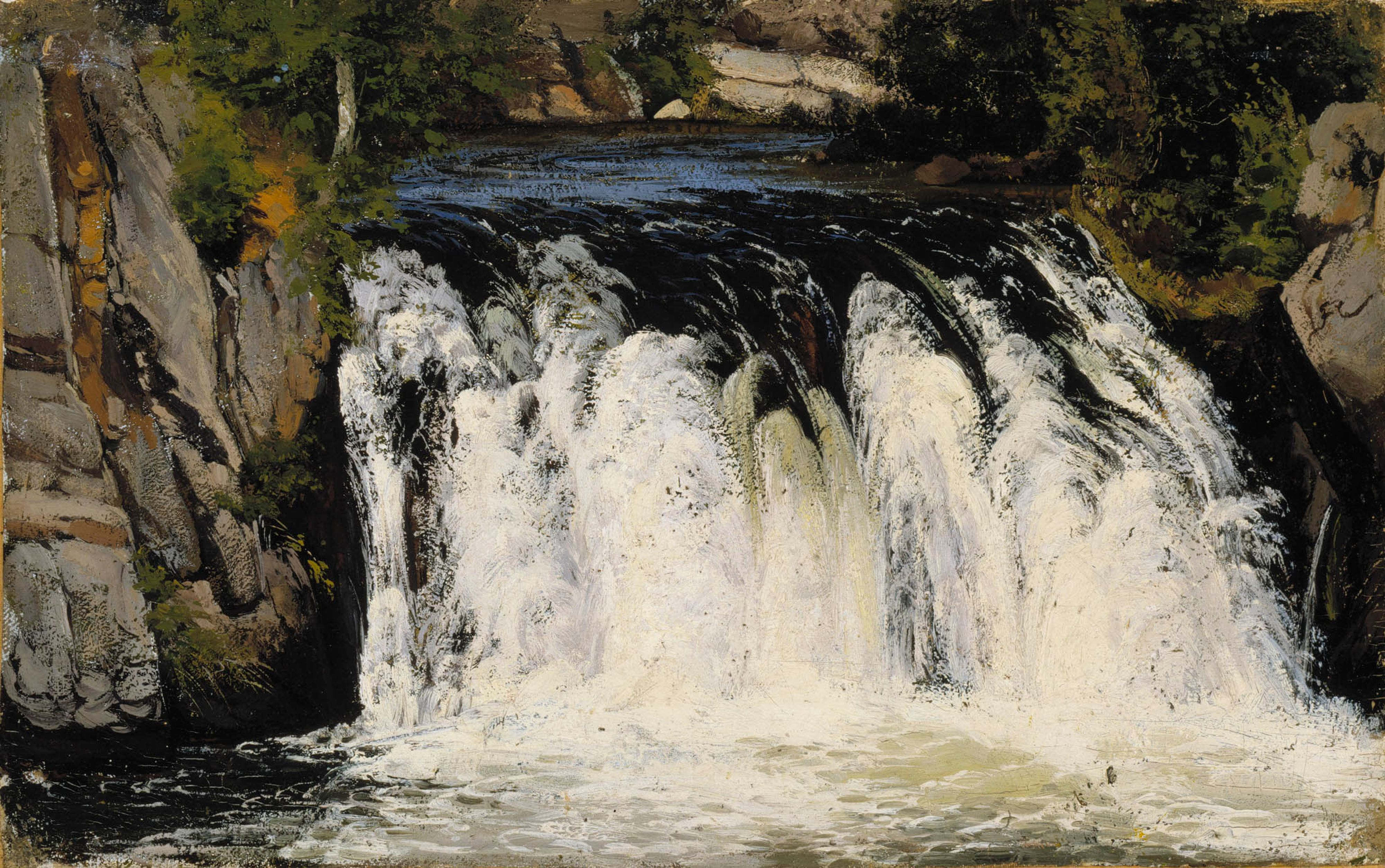
Chute d'eau, 1877, huile sur toile, Ateneum Helsinki
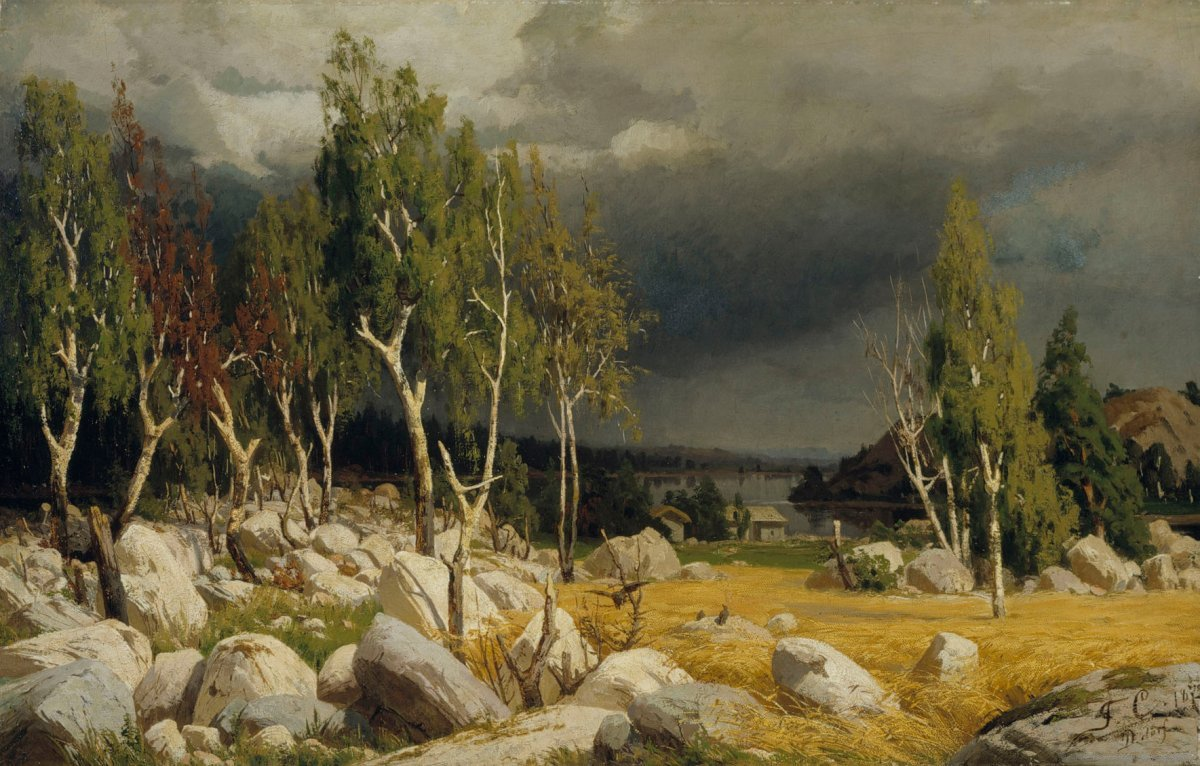
Une clairière, paysage d'Uusimaa (1872) huile sur toile, Ateneum Helsinki